# The Best of Enya
The Best of Enya es un álbum promocional de Enya  publicado y comercializado exclusivamente en Japón como un avance preliminar de su álbum recopilatorio oficial Paint the Sky with Stars: The Best of Enya. En este lanzamiento se incluyen varios temas encontrados en Paint the Sky with Stars, así como también temas exclusivos destinados para esta recopilación como Only If You Want To; una nueva versión de Only If... y una nueva versión del tema Ebudæ con una duración de 1:51.

## Lista de temas
| Nº  | Tema                  | Duración |
| --- | --------------------- | -------- |
| 1.  | "Only If You Want To" | 3:23     |
| 2.  | "Orinoco Flow"        | 4:26     |
| 3.  | "Caribbean Blue"      | 3:58     |
| 4.  | "Watermark"           | 2:25     |
| 5.  | "China Roses"         | 4:47     |
| 6.  | "The Celts"           | 2:58     |
| 7.  | "Book of Days"        | 2:55     |
| 8.  | "Storms In Africa"    | 4:02     |
| 9.  | "Ebudæ"               | 1:51     |
| 10. | "The Memory of Trees" | 4:20     |
| 11. | "Anywhere Is"         | 3:58     |
| 12. | "Marble Halls"        | 3:52     |
| 13. | "On My Way Home"      | 5:09     |
| 14. | "Shepherd Moons"      | 3:40     |
| 15. | "Boadicea"            | 3:32     |
| 16. | "Oíche Chiún"         | 3:46     |